# Fernando Iglesias II
Fernando Manuel Iglesias (San Pedro, Provincia de Buenos Aires; 17 de noviembre de 1997), conocido también como Fernando Iglesias Jr. o bien por su seudónimo Morro Iglesias, es un piloto argentino de automovilismo. Iniciado en el ámbito zonal de su provincia, debutó en la categoría TC 850 de FEDENOR, de la cual se proclamó campeón en el año 2014.
Tras la obtención de este campeonato, debutó a nivel nacional en la divisional TC Pista Mouras de la Asociación Corredores de Turismo Carretera, donde permaneció con intermitencias hasta el año 2017. Tras su paso por esta divisional, en el año 2018 debutó en la divisional TC Mouras, favorecido por sus antecedentes del año anterior. Al mismo tiempo, en esta última temporada tuvo su debut en el Turismo Carretera, gracias a una invitación cursada por el piloto Martín Serrano para competir en la carrera de los 1000 km de Buenos Aires de 2018, al comando de un Chevrolet Chevy.
Entre sus relaciones personales, Iglesias proviene de una familia con fuerte tradición en el automovilismo argentino, ya que su padre de nombre homónimo fue piloto de Turismo Carretera, a la vez de haber obtenido títulos en categorías zonales. Asimismo, su hermano mayor Juan Manuel Iglesias también tuvo una trayectoria similar a la de su padre, compitiendo en TC y logrando títulos en categorías zonales.

## Trayectoria
| Temporada | Categoría               | Equipo                  | Coche           | Carreras | Victorias | Podios | Poles | VR    | Puntos | Pos.  |
| --------- | ----------------------- | ----------------------- | --------------- | -------- | --------- | ------ | ----- | ----- | ------ | ----- |
| 2015      | TC Pista Mouras         | Iglesias Competición    | Chevrolet Chevy | 7        | 0         | 0      | 0     | 0     | 74.00  | 33.º  |
| 2016      | TC Pista Mouras         | Iglesias Competición    | Chevrolet Chevy | 14       | 0         | 0      | 1     | 0     | 258.00 | 17.º  |
| 2017      | TC Pista Mouras         | Iglesias Competición    | Chevrolet Chevy | 3        | 0         | 0      | 0     | 0     | 393.00 | 7.º   |
| 2017      | TC Pista Mouras         | Grupo Nowak-Tártara     | Chevrolet Chevy | 12       | 0         | 1      | 0     | 0     | 393.00 | 7.º   |
| 2018      | TC Mouras               | Iglesias Competición    | Chevrolet Chevy | 3        | 0         | 0      | 0     | 0     | 140.50 | 27.º  |
| 2018      | TC Mouras               | Dianda Racing           | Ford Falcon     | 4        | 0         | 0      | 0     | 0     | 140.50 | 27.º  |
| 2018      | Buenos Aires 1000 de TC | Dose Competición        | Chevrolet Chevy | 1        | 0         | 0      | 0     | 0     | 0.00   | Inv.  |
| 2019      | TC Pista Mouras         | Iglesias Competición    | Chevrolet Chevy | 15       | 1         | 7      | 0     | 1     | 562.00 | 3.º   |
| 2020      | TC Mouras               | Iglesias Competición    | Chevrolet Chevy | 9        | 0         | 0      | 0     | 0     | 198.25 | 12.º  |
| 2021      | TC Pista                | Iglesias Competición    | Chevrolet Chevy | 6        | 0         | 0      | 0     | 0     | 114.00 | 32.º  |
| 2022      | TC Pista                | Iglesias Competición    | Chevrolet Chevy | 8        | 0         | 0      | 0     | 0     | 132.50 | 34.º  |
| 2022      | TC Pista                | Giavedoni Sport         | Chevrolet Chevy | 3        | 0         | 0      | 0     | 0     | 132.50 | 34.º  |
| 2023      | TC Pista                | Iglesias Competición    | Chevrolet Chevy | 2        | 0         | 0      | 0     | 0     | 72.25  | 35.º  |
| 2023      | TC Pista                | Azar Motorsport         | Chevrolet Chevy | 4        | 0         | 0      | 0     | 0     | 72.25  | 35.º  |
| 2024      | Turismo Pista           | Fiornovelli Sport Group | Chevrolet Corsa | 2        | 0         | 1      | 0     | 0     | 58.00  | 1.º   |
| Fuente:   | [ 7 ]                   | [ 7 ]                   | [ 7 ]           | [ 7 ]    | [ 7 ]     | [ 7 ]  | [ 7 ] | [ 7 ] | [ 7 ]  | [ 7 ] |

## Resultados

### Resultados completos TC Pista Mouras
| Temporadas           | Temporadas      | Fechas | Fechas | Fechas | Fechas | Fechas | Fechas | Fechas | Fechas | Fechas | Fechas | Fechas | Fechas | Fechas | Fechas | Fechas | Fechas | Posiciones finales  |
| Equipos              | Automóvil       | Fechas | Fechas | Fechas | Fechas | Fechas | Fechas | Fechas | Fechas | Fechas | Fechas | Fechas | Fechas | Fechas | Fechas | Fechas | Fechas | Posiciones finales  |
| -------------------- | --------------- | ------ | ------ | ------ | ------ | ------ | ------ | ------ | ------ | ------ | ------ | ------ | ------ | ------ | ------ | ------ | ------ | ------------------- |
| 2015                 | 2015            | 01     | 02     | 03     | 04     | 05     | 06     | 07     | 08     | 09     | 10     | 11     | 12     | 13     | 14     |        |        | 33º (74.00 puntos)  |
| Iglesias Competición | Chevrolet Chevy | 18     | 20     | 33     | NP     | NP     | 22     | NP     | NP     | 24     | NP     | NP     | 31     | NP     | 27     |        |        | 33º (74.00 puntos)  |
|                      |                 |        |        |        |        |        |        |        |        |        |        |        |        |        |        |        |        |                     |
| 2016                 | 2016            | 01     | 02     | 03     | 04     | 05     | 06     | 07     | 08     | 09     | 10     | 11     | 12     | 13     | 14     | 15     |        | 17º (258.00 puntos) |
| Iglesias Competición | Chevrolet Chevy | 18     | 10     | 5º     | 33     | 9º     | 7º     | 17     | NP     | 8º     | 12     | 29     | 15     | NP     | 14     | 27     |        | 17º (258.00 puntos) |
|                      |                 |        |        |        |        |        |        |        |        |        |        |        |        |        |        |        |        |                     |
| 2017                 | 2017            | 01     | 02     | 03     | 04     | 05     | 06     | 07     | 08     | 09     | 10     | 11     | 12     | 13     | 14     | 15     |        | 7º (393.50 puntos)  |
| Iglesias Competición | Chevrolet Chevy | 25     | 12     | 10     |        |        |        |        |        |        |        |        |        |        |        |        |        | 7º (393.50 puntos)  |
| Grupo Nowak-Tártara  | Chevrolet Chevy |        |        |        | 18     | 4º     | 19     | 5º     | 7º     | 13     | 12     | 7º     | 2º     | 4º     | 9º     | 4º     |        | 7º (393.50 puntos)  |
|                      |                 |        |        |        |        |        |        |        |        |        |        |        |        |        |        |        |        |                     |
| 2019                 | 2019            | 01     | 02     | 03     | 04     | 05     | 06     | 07     | 08     | 09     | 10     | 11     | 12     | 13     | 14     | 15     | 16     | 3º (562.00 puntos)  |
| Iglesias Competición | Chevrolet Chevy | NP     | 1º     | 3º     | 7º     | 5º     | 5º     | 19     | 3º     | 3º     | 4º     | 3º     | 5º     | 5º     | 4º     | 2º     | 2º     | 3º (562.00 puntos)  |

### Resultados completos TC Mouras
| Temporadas           | Temporadas      | Fechas | Fechas | Fechas | Fechas | Fechas | Fechas | Fechas | Fechas | Fechas | Fechas | Fechas | Fechas | Fechas | Fechas | Fechas | Posiciones finales  |
| Equipos              | Automóvil       | Fechas | Fechas | Fechas | Fechas | Fechas | Fechas | Fechas | Fechas | Fechas | Fechas | Fechas | Fechas | Fechas | Fechas | Fechas | Posiciones finales  |
| -------------------- | --------------- | ------ | ------ | ------ | ------ | ------ | ------ | ------ | ------ | ------ | ------ | ------ | ------ | ------ | ------ | ------ | ------------------- |
| 2018                 | 2018            | 01     | 02     | 03     | 04     | 05     | 06     | 07     | 08     | 09     | 10     | 11     | 12     | 13     | 14     | 15     | 26º (140.50 puntos) |
| Iglesias Competición | Chevrolet Chevy | 13     | 22     | NP     | NP     | NP     | NP     | NP     | NP     | NP     | NP     | NP     | NP     | NP     | 20     | NP     | 26º (140.50 puntos) |
| ROQ Racing           | Ford Falcon     | NP     | NP     | NP     | NP     | NP     | 19     | 9º     | NL     | NP     | 28     | NP     | NP     | NP     | NP     | NP     | 26º (140.50 puntos) |

## Palmarés
| Título  | Categoría      | Automóvil | Año  |
| ------- | -------------- | --------- | ---- |
| Campeón | TC 850 FEDENOR | Fiat 600  | 2014 |